# Pazin
Pazin (wł. Pisino) – miasto w Chorwacji, stolica żupanii istryjskiej, siedziba miasta Pazin. W 2011 roku liczył 4386 mieszkańców.

## Historia
Pierwsza wzmianka o Pazinie pochodzi z 983. Jest to dokument cesarza Ottona II potwierdzający istnienie zamku i osady na krawędzi jaskini Fojba. Zamek wraz z osadą wielokrotnie zmieniały właściciela. Od 1574 w pierwszy wtorek miesiąca odbywają się tu targi (Pazinski Samanj). W XIX wieku Pazin stał się administracyjną i kulturalną stolicą Istrii. W 1899 wybudowano tu pierwsze gimnazjum chorwackie na Istrii. W latach 1918–1947 Pazin należał do Włoch, później do Jugosławii, a po jej rozpadzie do Chorwacji.

## Geografia
Pazin leży prawie w środku Istrii. Na zachód od miasta położona jest Pazinska Jama, nad którą zbudowano zamek.